# Rich Uncle Pennybags

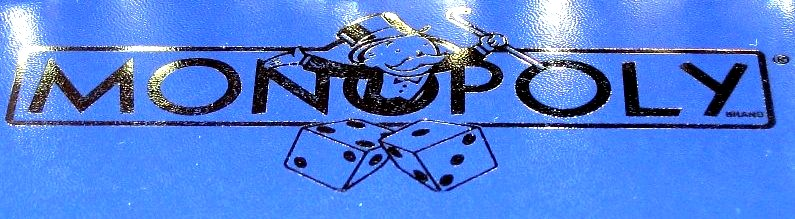
Rich "Uncle" Pennybags, dentro na marca Monopoly, em sua versão atual.

Rich "Uncle" Pennybags (Rico "Tio" Saco-de-dinheiro) é o senhor de cartola que serve como o mascote do jogo Monopoly. Tentativas frustradas de registrar o Rich "Uncle" Pennybags como Mr. Monopoly são feitas periodicamente, embora a maioria das pessoas se referem a ele dessa forma. 
O personagem apareceu pela primeira vez em Chance and Community Chest cards, edição do Monopoly dos Estados Unidos em 1936. A identidade do artista que desenhou o personagem tem permanecido um mistério. O historiador e autor Philip Orbanes escreveu em 2004, que acredita-se que o personagem é baseado nos cartões telefônicos de Albert Edward Richardson (primeiro vendedor ambulante da Parker Brothers), no personagem de "Little Esky" da revista Esquire, ou uma combinação dos dois. Orbanes escreveu mais tarde, em 2006, que o personagem também foi parcialmente influenciado pela estatura e vestimentas do financista e banqueiro J. P. Morgan.